# カウントダウン・フィエスタ2003〜baseよしもとが占領するでぇ〜
カウントダウン・フィエスタ2003〜baseよしもとが占領するでぇ〜（カウントダウン・フィエスタにせんさん〜ベースよしもとがせんりょうするでぇ〜）は、志摩スペイン村で2002年12月31日から2003年1月1日にかけて行われたカウントダウンライブのこと。

## 出演者
司会
- NISHIMOTO（FUJIWARA）
- 陣内智則
- シャンプーハット

漫才ライブ
- バッファロー吾郎
- サバンナ
- $10
- ランディーズ
- 野性爆弾
- フットボールアワー
- ビッキーズ
- チュートリアル
- ロザン
- ブラックマヨネーズ
- ザ・プラン9
- 土肥ポン太
- 後藤秀樹
- ケンドーコバヤシ
- ダイアン
- 笑い飯
- ストリーク
- 天津
- 麒麟
- シュガーライフ
- ママレンジ
- ランチ
- ババリア
- NON STYLE
- 千鳥
- レギュラー
- ヒロギン